# Штеркраде

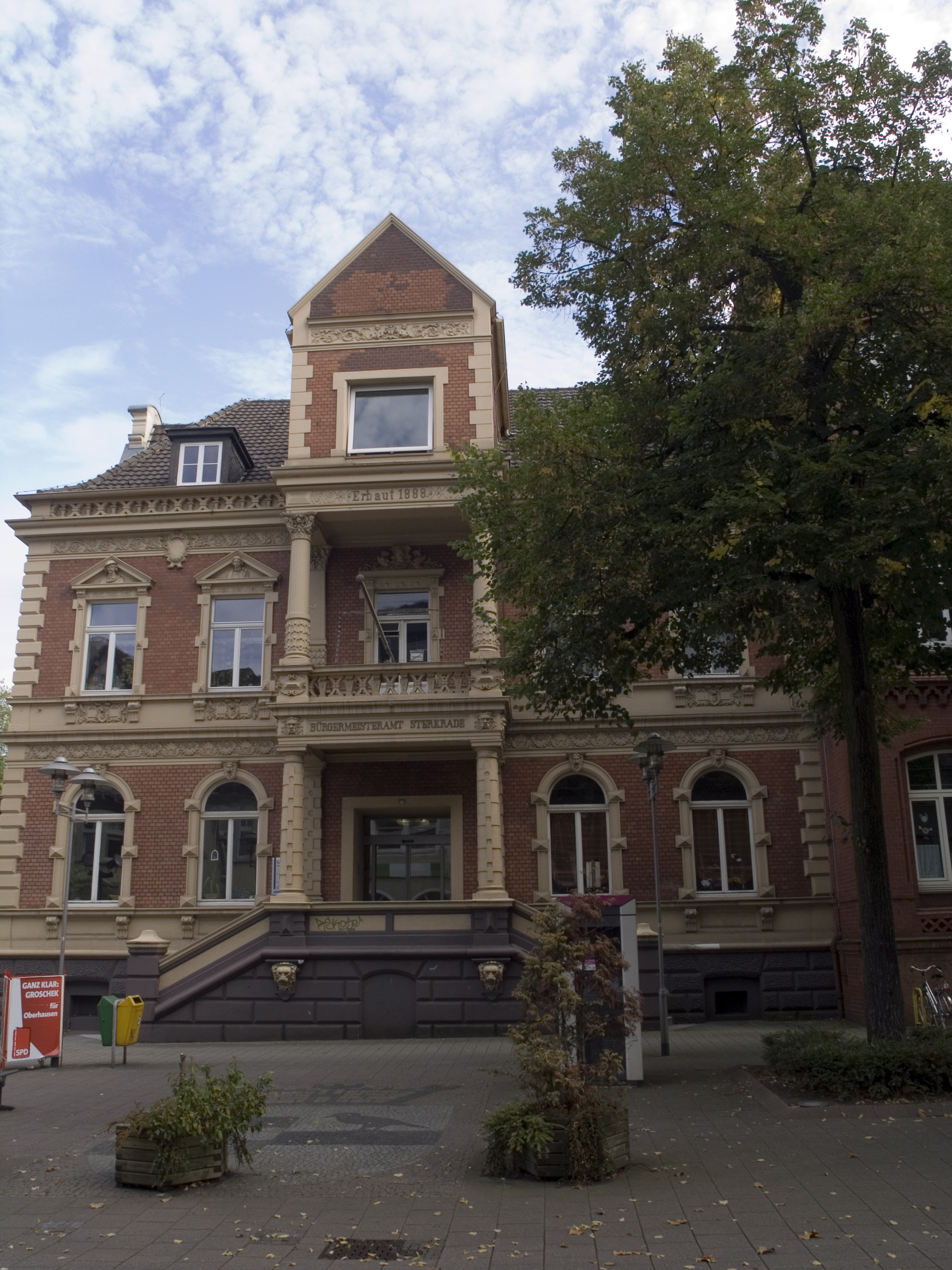
Старая ратуша Штеркраде

Штеркраде (нем. Sterkrade) — административный район города Оберхаузен (Германия, федеральная земля Северный Рейн — Вестфалия). Имея площадь свыше 42 км² Штеркраде является самым большим по территории административным районом Оберхаузена.
В состав Штеркраде входят городские подрайоны Альсфельд (англ.), Дюнкельшлаг, Бармингхолтен, Бифанг, Бушхаузен, Холтен, Кёнигсхардт, Шмахтендорф, Вальдхук, Вальдтайх, Шварц Хайде, Вайерхайде, Вайерхайде, Такенберг, Штеркрадер Хайде, Вальсумермарк, Бринк и Ньюкёльн.
На северо-западе Штеркраде граничит с городом Динслакен, на востоке — с городом Ботроп и административным районом Оберхаузена Остерфельд, на юге река Эмшер и канал Рейн — Херне отделяют Штеркраде от административного района Оберхаузена Альт-Оберхаузен, на западе Штеркраде граничит с районом Амборн города Дуйсбург.
До 1996 года в центре Штеркраде были сконцентрированы наибольшие торговые центры Оберхаузена, но в связи с открытием торгового комплекса CentrO. значение Штеркраде в этом аспекте стало падать. Однако, после открытия в мае 2007 года торгового комплекса «Sterkrader Tor» (в переводе «Ворота Штеркраде») привлекательность Штеркраде в плане торговли вновь стала возрастать. Еженедельный рынок, проходящий по субботам на центральной площади Штеркраде является крупнейшим рынком Оберхаузена.
Ежегодный храмовый праздник тела Христова (нем.) в Штеркраде ещё недавно считался крупнейшим храмовым праздником в Европе.

## История

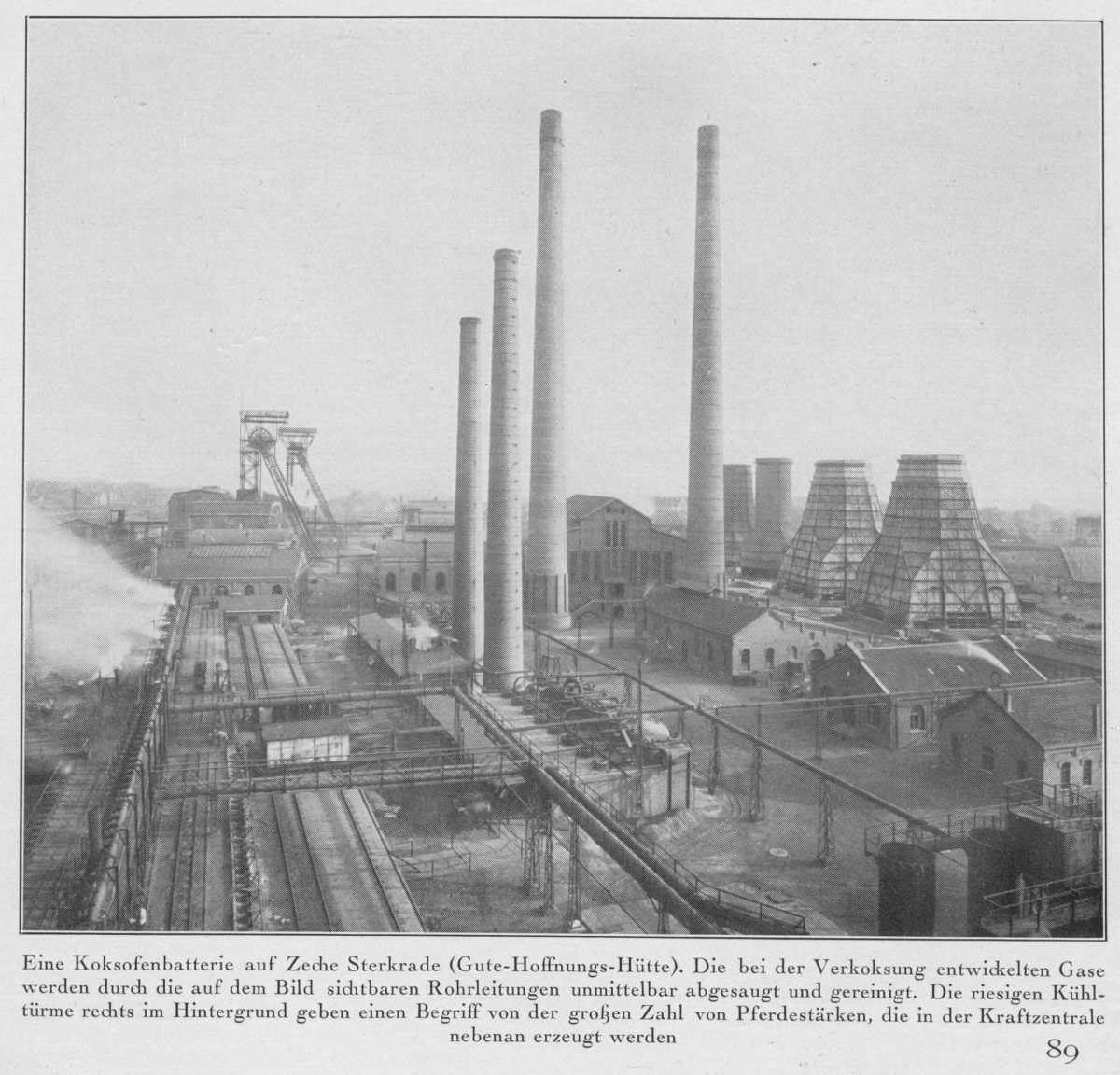
Металлургический завод в Штеркраде (1920 год)

Археологические раскопки позволяют сделать вывод о том, что территория Штеркраде была заселена ещё в раннем средневековье. В 1921 году в ходе раскопок, проводимых в районе улицы Weseler Straße, было найдено франкское захоронение, относящееся к эпохе Меровингов. В 1936 году был обнаружен клад с золотыми монетами VI столетия.

Старейшее документальное упоминание о Штеркраде датируется 890 годом, когда он под именем Штаркинрот фигурирует в кадастре Верденского аббатства. В последующем Штеркраде именуется Штеркерот, Штоеркенрот, Штаркерод или Штаркенраде. Ученые строят различные гипотезы о происхождении этих названий, например, что это видоизменения словосочетания Starke Rodung (в переводе место с сильным корчеванием) или по имени какого-то лица по имени Штарко.

Вплоть до начала XII века история местности была тесно связана с монастырем Штеркраде ордена цистерианок, основанного в 1240 году как филиал монастыря в районе Дуйзерн Дуйсбурга. Первоначально сестры-цистерианки обосновались в имении Дефс (территория современного города Ботроп), но не позднее 1255 года они перебрались в Штеркраде. Эта дата фигурирует в документе о праве земельного владения монастыря в Штеркраде, а также владения мельницей и прудом для разведения рыбы. Герб Штеркраде происходит из печати аббатисы Анны Катарины фон Нунум, которая занимала эту должность с 1674 по 1715 годы. После того, как министр иностранных дел Наполеона Бонапарта Талейран осуществил медиатизацию германских земель, монастырь был расформирован. Произошло это 15 июля 1809 года. Монастырские здания были превращены в жилые дома, последнее из которых было снесено уже в 1969 году.

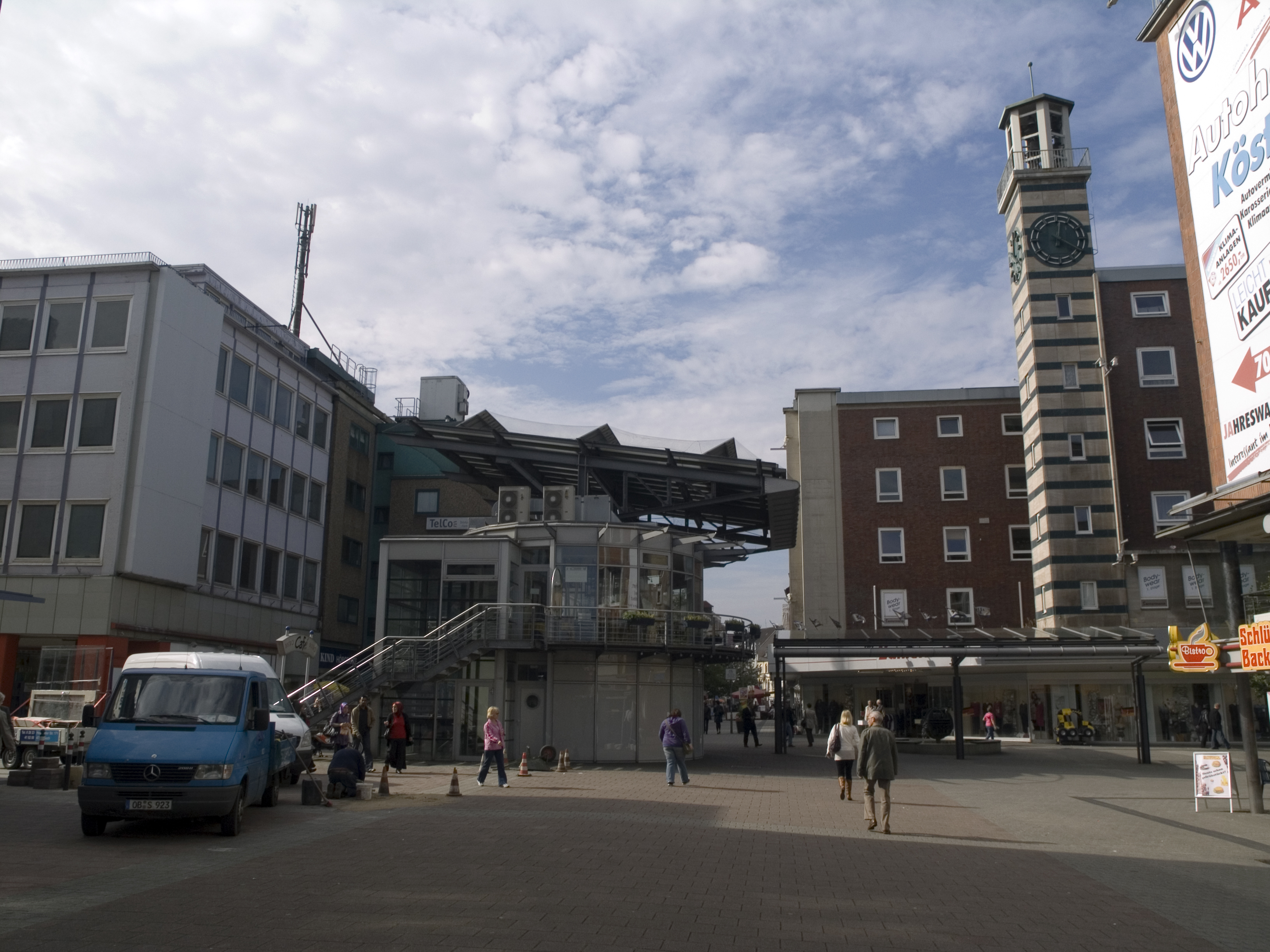
Bahnhofstraße

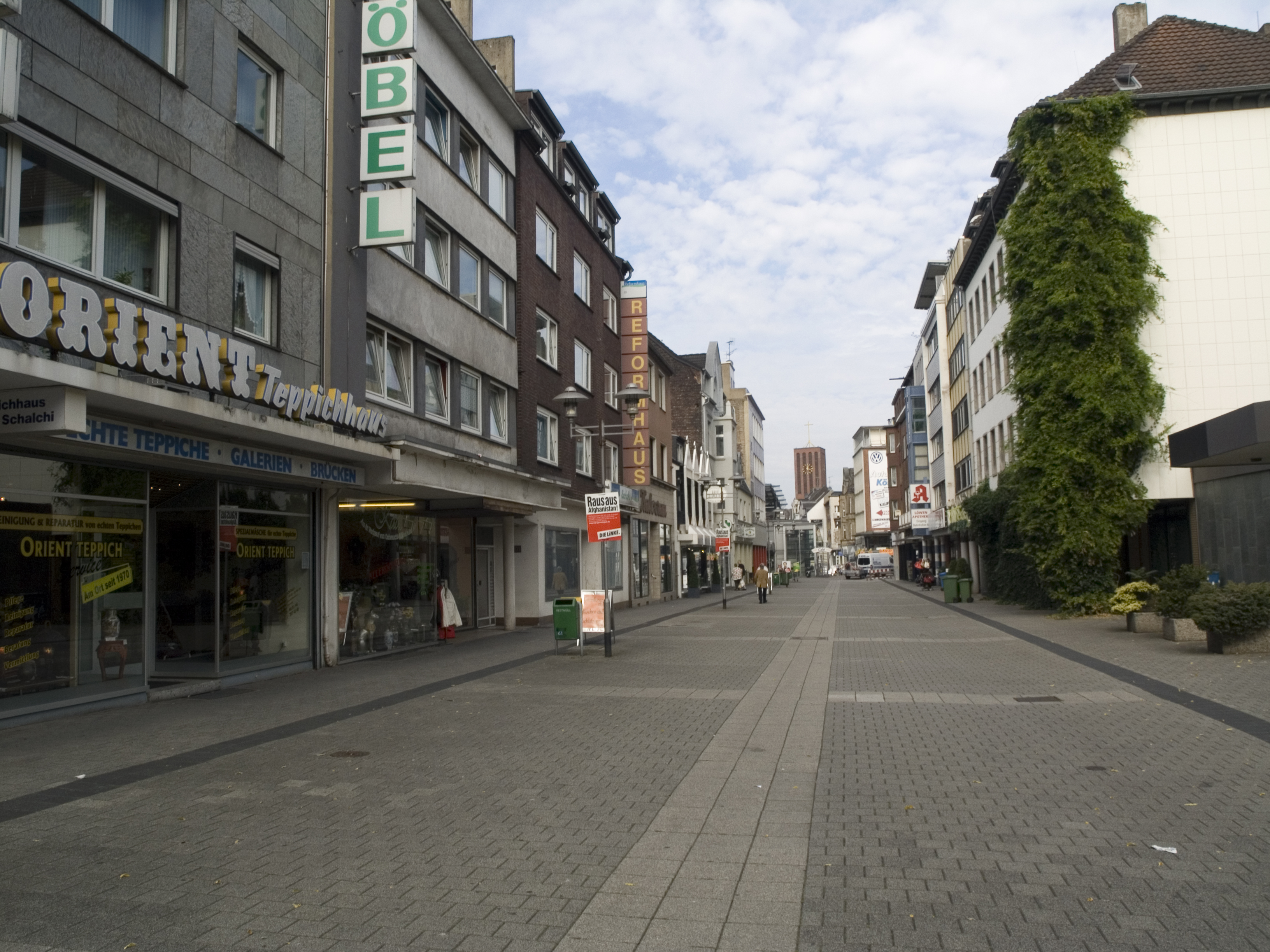
Steinbrinkstraße

С 27 сентября 1823 года Штеркраде входит в округ Дуйсбурга, с 8 декабря 1873 года — в округ Мюльхайм-ан-дер-Рура, а с 1887 года — в округ Рурорта (ныне район Дуйсбурга). 1 апреля 1909 года Штеркраде входит в состав города Динслакен. 17 марта 1913 года Штеркраде обретает самостоятельность и получает статус города. 1 августа 1929 года Штеркраде в рамках областной реформы рейнско-вестфальского промышленного региона вместе с Остерфельдом и Альт-Оберхаузеном входят в состав новообразованного города — Оберхаузен.

 Ниже приводится таблица роста населения Штеркраде с 1808 по 1929 годы.
| Год  | Население, чел. |
| ---- | --------------- |
| 1808 | 457             |
| 1850 | 1.919           |
| 1900 | 15.264          |
| 1929 | 51.907          |

В эпоху индустриализации жизнь района была тесно связана с функционированием шахты Штеркраде и сталеплавильного предприятия Святого Антония.

## Транспорт

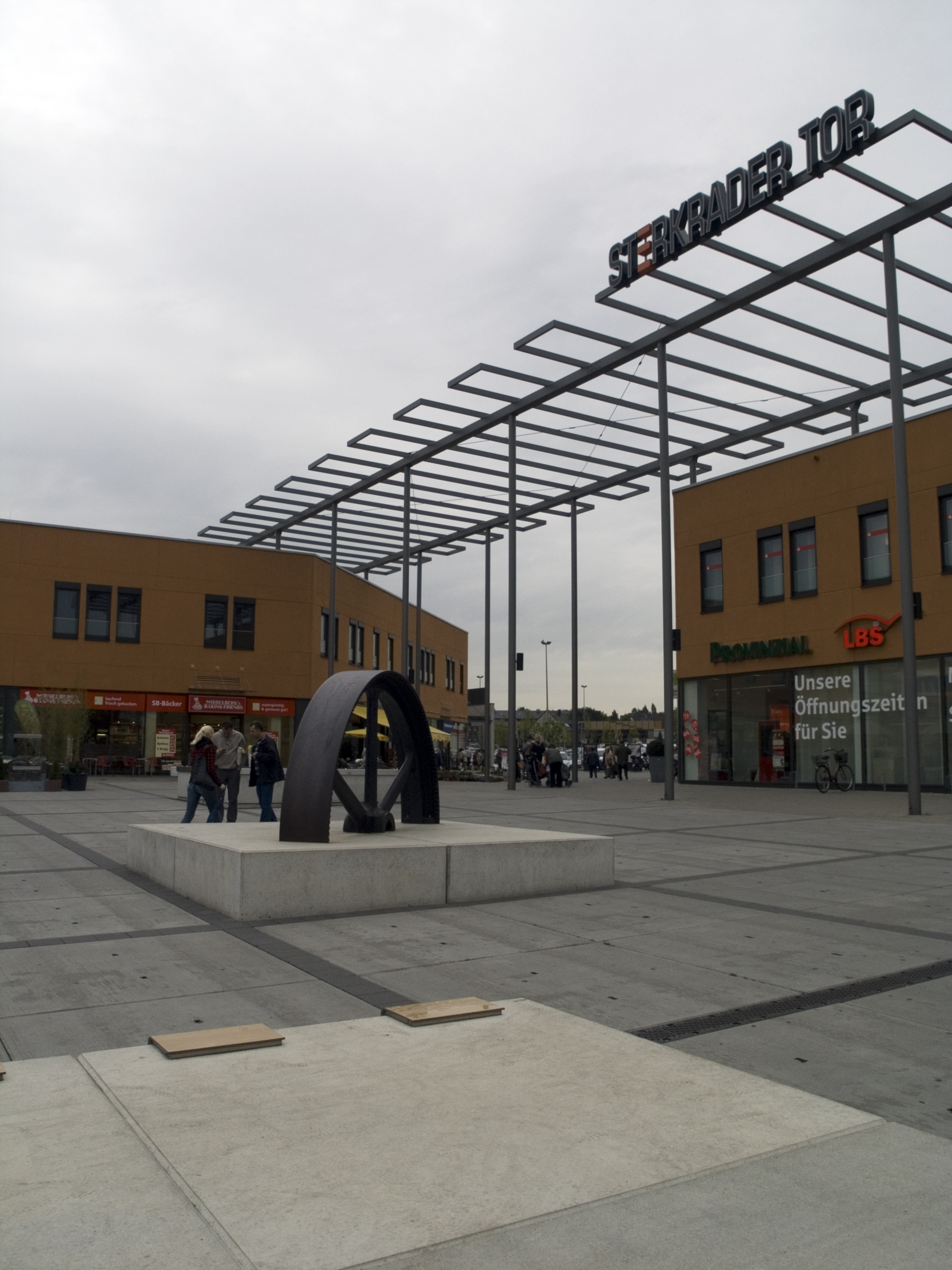
Sterkrader Tor

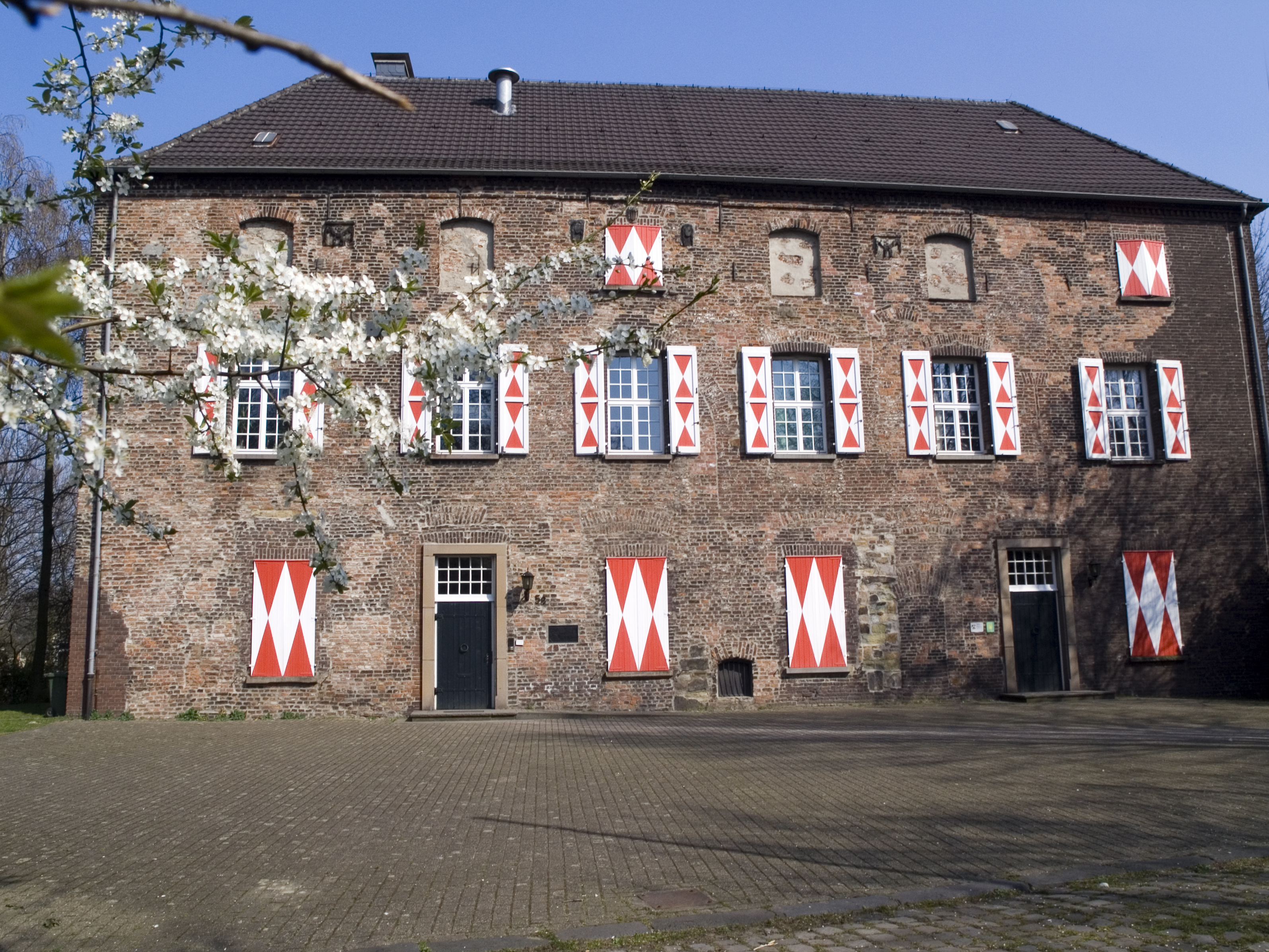
Замок Холтен

В Штеркраде функционируют две железнодорожных станции «Оберхаузен-Штеркраде» (открыта в 1856 году) и «Оберхаузен-Холтен» (открыта в 1886 году). Обе станции принадлежат железнодорожному участку Оберхаузен-Арнем. Через станции проходит маршрут RE5 «Рейн-экспресс» из Эммериха на Кобленц.

Из Штеркраде к Центральному вокзалу Оберхаузена в 1996 году была проложена скоростная магистраль городского транспорта, по которой курсируют автобусные маршруты SB90, SB96 и трамвайный маршрут 112.

Через территорию района проходит городская автомагистраль A516, которая связывает Штеркраде с южной частью Оберхаузена и имеет выезд на участок Дуйсбург — Дюссельдорф федеральной автомагистрали A3.

## Достопримечательности
- Шахта Штеркраде
- Приходская церковь Святого Климента (построена в 1953 году на месте церкви, разрушенной в ходе второй мировой войны[8])
- Террикон Ганиль
- Замок Холтен